# Drosophila picticornis
Drosophila picticornis är en tvåvingeart som beskrevs av Grimshaw 1901. Drosophila picticornis ingår i släktet Drosophila och familjen daggflugor.
Artens utbredningsområde är Hawaii.